# Zelindopsis villeneuvei
Zelindopsis villeneuvei är en tvåvingeart som beskrevs av Verbeke 1962. Zelindopsis villeneuvei ingår i släktet Zelindopsis och familjen parasitflugor.
Artens utbredningsområde är Tanzania. Inga underarter finns listade i Catalogue of Life.